# Möndchenflecken-Bindenspanner
Der Möndchenflecken-Bindenspanner (Dysstroma truncata, Syn.: Chloroclysta truncata), auch Winkelband-Blattspanner genannt, ist ein Schmetterling (Nachtfalter) aus der Familie der Spanner (Geometridae).

## Merkmale

### Falter
Die Flügelspannweite der Falter reicht von 24 bis zu 32 Millimetern. Bei den farblich außerordentlich variablen Tieren kann das Mittelfeld der Vorderflügel weiße, graue, schwarze, hellbraune oder rostrote Tönungen zeigen. Die Art ist dem Spitzwinkel-Bindenspanner (Dysstroma citrata) sehr ähnlich. Über den Artenkomplex truncata-citrata sowie deren Farbvariabilität ist bereits im 20. Jahrhundert ausführlich und teilweise kontrovers berichtet worden.  In der folgenden Tabelle sind wesentliche Unterscheidungsmerkmale aufgelistet:

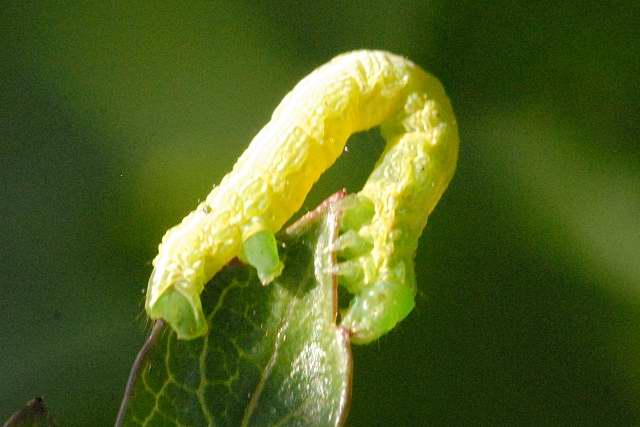
Raupe des Möndchenflecken-Bindenspanners

| truncata                                                                      | citrata                                                     | truncatacitrata |  |
| ----------------------------------------------------------------------------- | ----------------------------------------------------------- | --------------- |  |
| Am Außenrand der Hinterflügel sind die namensgebenden Möndchenflecke zu sehen | Außenrand der Hinterflügel meist zeichnungslos              | truncatacitrata |  |
| Linie auf den Hinterflügeln bogenförmig                                       | Linie auf den Hinterflügeln gewinkelt                       | truncatacitrata |  |
| Wurzelfeld der Vorderflügel oftmals verwischt                                 | Wurzelfeld der Vorderflügel meist scharf begrenzt           | truncatacitrata |  |
| Postmediallinie kurz hervortretend, ohne die Wellenlinie zu erreichen         | Postmediallinie sehr deutlich, spitz und weit hervortretend | truncatacitrata |  |
| Vorderflügelform relativ breit                                                | Vorderflügelform relativ schmal                             | truncatacitrata |  |

### Raupe, Puppe
Unterschiede gibt es auch bei den Raupen, die bei truncata blass gelbgrün gefärbt sind, sich zum Kopf hin verjüngen und eine spitze Afterklappe zeigen, während sie bei citrata überwiegend hellgrün schimmern und eine eher zylindrische Form mit stumpfer Afterklappe haben.
Die Puppe ist von gelbgrüner Farbe, zeigt zuweilen hellbraune Flügelscheiden und besitzt einen rotbraunen, spitzen, leicht runzeligen Kremaster, der mit einigen Hakenborsten besetzt ist.

## Synonyme
Neben Chloroclysta truncata zählen zu weiteren Synonymen auch die Folgenden:
- Larentia truncata
- Cidaria truncata

## Geographische Verbreitung und Vorkommen
Die Art ist von Westeuropa über Kleinasien, durch Sibirien, über die Mongolei, Sachalin
und Japan bis nach Nordamerika verbreitet, in Europa von Skandinavien bis in das Mittelmeergebiet. Sie fehlt auf den großen Mittelmeerinseln außer Korsika sowie auf Island. In den Alpen steigt sie bis auf eine Höhe von etwa 2000 Metern. Der Möndchenflecken-Bindenspanner bewohnt viele unterschiedliche Lebensräume, beispielsweise Mischwälder, Fichtengebirgswälder, Heiden, Moore sowie Parkanlagen.

## Lebensweise
Die nachtaktiven Falter fliegen von Mai bis Juli in einer ersten Generation sowie im August und September in einer zweiten Generation. Sie besuchen künstliche Lichtquellen sowie Köder.
Die Raupen findet man von Juni bis Juli oder von August überwinternd bis zum Mai des folgenden Jahres. Zu ihrer sehr vielfältigen Nahrung zählen die Blätter von:
- Heidelbeere (Vaccinium myrtillus),
- Rauschbeere (Vaccinium uliginosum),
- Himbeere (Rubus idaeus),
- Großer Brennnessel (Urtica dioica),
- Dunklem Lungenkraut (Pulmonaria obscura),
- Schlehdorn (Prunus spinosa) sowie von
- Weiden (Salix) und
- Birken (Betula).

## Gefährdung
Der Möndchenflecken-Bindenspanner ist in allen deutschen Bundesländern weit verbreitet und wird auf der Roten Liste gefährdeter Arten als nicht gefährdet geführt.